# NGC 1139
NGC 1139 је спирална галаксија у сазвежђу Еридан која се налази на NGC листи објеката дубоког неба.
Деклинација објекта је - 14° 31' 44" а ректасцензија 2h 52m 46,7s. Привидна величина (магнитуда) објекта NGC 1139 износи 15,0 а фотографска магнитуда 15,9. NGC 1139 је још познат и под ознакама MCG -3-8-38, NPM1G -14.0139, PGC 10888.